# Грацский сецессион
Грацский сецессион (нем. Sezession Graz) — старейшее объединение художников современного изобразительного искусства в Граце. Целью объединения было и остается создание и популяризация современного искусства. На выставках Грацского сецессиона представлены высококачественные произведения современного искусства.

## История
Грацский сецессион, был основан в ноябре 1923 года в рамках Штирийской художественной ассоциации. Членами-основателями были Вильгельм Тони, Фриц Зильбербауэр, Ханс Маурахер, Ганс Вагула, Альфред Викенбург, Фридрих Зоттер и Пауль Шмидтбауэр. Первая выставка состоялась осенью 1924 года и собрала более 3000 заинтересованных лиц.
После захвата власти национал-социалистами и связанной с этим реорганизации всех учреждений культуры, все ассоциации художников, в том числе Грацский сецессион, были распущены в 1938 году. Как и в случае с другими художественными объединениями, активы объединения были конфискованы национал-социалистами. После окончания войны художественные объединения решили, что эти активы должны пойти на строительство Грацского дома художников.
После воссоздания в октябре 1945 г. 15-я Выставка была проведена, как первое послевоенное событие.
До открытия Грацского дома художников в июне 1952 года эти выставки размещались в Государственном музее Джоаннеум, в Талии, а также в Новой галерее на Сакштрассе. С момента открытия в Грацского дома художников проходят ежегодные выставки Грацского сецессиона.
В 2018 году в ассоциации насчитывался 31 член, а за 95 лет с момента ее основания в общей сложности было 117 членов. В 2018 году состоялась юбилейная выставка «95 лет сецессии», к событию, которого был издан каталог. По этому случаю в придворной галерее Штайермархопф в Граце состоялась выставка и презентация каталога.

## Президенты общества
- - 1923—1938: Альфред Викенбург
  - 1946—1949: Альфред Викенбург
  - 1949—1953: Фридрих Зоттер
  - 1953—1967: Рудольф Пойнтнер
  - 1967—1968: Герхард Ложен
  - 1968—1983 Фриц Крайнц
  - 1983—2013: Линда Либ
  - 2013—2015: Раймонд Марчер-Грейникс
  - с 2015: Хельга Худин

## Выставки
| Дата             | заголовок                                                       | Расположение                                    |
| ---------------- | --------------------------------------------------------------- | ----------------------------------------------- |
| Сентябрь 2013    | Искусство пробуждается через свет                               | Аббатство Ворау                                 |
| Октябрь 2013     | Простой                                                         | Каллариум аббатства Рейн под Грацем             |
| март 2014 г.     | Соблазнение                                                     | Ратуша Фойтсберга                               |
| сен 2014         | Я сыт по горло                                                  | Галерейный центр Граца                          |
| июнь 2015 г.     | Фестиваль искусств                                              | Мыловарня Грац                                  |
| сентябрь 2015 г. | Это ничто и все же что-то                                       | Галерейный центр Граца                          |
| июнь 2016 г.     | Пересечение границ                                              | Галерейный центр Граца                          |
| Октябрь 2016 г.  | Столица                                                         | Галерея муниципалитета Хаусманштеттен           |
| ноябрь 2017 г.   | Алиса в стране чудес                                            | Дом художника Грац                              |
| май 2017 г.      | Монохромные миры                                                | Галерейный центр Граца                          |
| сентябрь 2017 г. | Сидеть на искусстве — делать ставку на искусство. Место в Граце | Муринсель Грац                                  |
| ноябрь 2017 г.   | Зеленый ковер                                                   | Замок Святого Мартина недалеко от Граца         |
| май 2018 г.      | Ритмичный фриз                                                  | Художественный салон BV Vienna, Дворец Шенбрунн |
| сентябрь 2018 г. | Церемония 95-летия Грацского отделения                          | Штайермаркхоф Грац                              |

## Члены (активные)
- Арлейтнер, М. Эдельтруде
- Бадер, Ута
- Батон-Пихлер, Сильвия
- Дракслер, Вильгельм
- Владелец, Франц
- Владелец, Пол
- Феллер, Валли
- Искатель, Вольфганг
- Голлнер, Марлен
- Град-Рында, Сиги
- Худин, Хельга
- Яша, Хериберт
- Кёстингер, Кристиан
- Ледерсбергер-Лехочки, Элизабет
- Либ, Линда
- Мейсон, Йоли
- Пьер, Андреа
- Пользер, Ренате
- Поточник, Ингрид
- Раутер, Марион
- Риттлер, Барбара
- Ракер, Томас
- Сакеллариу, Димитрос
- Шойх, Изабелла
- Шенбахер-Фришеншлагер, Моника
- Стерлика, Ренате
- Витгенштейн, Луи

## Бывшие члены
- Адамец, Ганс
- Адриан, Марк
- Адуац, Фридрих
- Адуац, Вильгельм
- Айххольцер, Манфред
- Альтманн, Регина
- Судебный пристав Зигфрид
- Бадер, Ута
- Бадл, Виктор
- Батон-Пихлер, Сильвия
- Бауэр, Ганс
- Бертони, Вандер
- Билгер, Фердинанд
- Билгер, Маргарет
- Бишоффсхаузен, Ганс
- Бендерек, Зепп
- Чуха, Джозе
- Деклева, Марио
- Дембинский, Ханнес
- Достопочтенный, Фридрих
- Эйххольцер, Герберт
- Владелец, Франц
- Владелец, Пол
- Экхард, Годвин
- Эльфы, Фрия
- Фабиан, Готфрид
- Феличе, Эдит
- Феличе, Герберт
- Феллер, Валли
- Феллингер, Лео
- Искатель, Вольфганг
- Фишер, Эрнст
- Фишер, Элен
- Френкен, Вил
- Фроний, Ганс
- Фруманн, Иоганн
- Гусь, Инге
- Джеллини, Мария
- Гендль, Рудольф
- Голле, Карин
- Голлнер, Марлен
- Груббауэр, Ганс
- Грёбнер, Сильвия
- Гсёллпойнтнер, Гельмут
- Хаас, Фриц
- Харвалик, Уолтер
- Хатл, Ингомар
- Хаузер, Питер
- Хейгль, Франц
- Ад, Фридрих
- Хибл, Хайнц
- Хиршбек, Ричард
- Ходник, Фридрих
- Хофер, Рудольф
- Хок, Гизельберт
- Град-Рында, Сиги
- Худин, Хельга
- Хёнель, Ганс
- Хениг-Хенигсберг, Эрих
- Хюттер, Карл
- Якубецкий, Франц
- Яша, Хериберт
- Йешофниг, Гарри
- Юнг, Син-Пи
- Хантер, Эберхардт
- Охотник, Рудольф
- Кайзерфельд, Люсия
- Клеменчич, Иго
- Клингер, Хайнц
- Коловратник, Эмануэль
- Кос, Адольф
- Крайнц, Фриц
- Краус, Эмиль
- Кравагна, Питер
- Кркошка, Ян Милан
- Крюгер, Хайнц Уве
- Лакнер, Эрвин
- Ларсен, Оскар
- Ларсен, Ричард
- Ледерсбергер-Лехочки, Элизабет
- Либ, Линда
- Лейфхельм, Ганс
- Лескощек, Аксель
- Лихтенеггер, Гельмут
- Лоджен, Эрика
- Лоен, Герхард
- Лоренц, Карл Раймунд Марчер
- Грейникс, Раймонда
- Маурахер, Ганс
- Месарош, Ласло
- Миртел, Отто
- Моитци, Питер
- Мурауэр, Герберт
- Нагельмюллер, Ханс
- Оберхубер, Питер Ричард
- Оман, Валентин
- Освальд, Кристоф
- Овьетт, Вевеан
- Паар, Эрнст
- Песслер, Николай
- Пиллхофер, Кристина
- Пок, Гернот
- Пойнтнер, Рудольф
- Пользер, Ренате
- Поточник, Ингрид
- Протич, Ядранка
- Пушниг, Альфред
- Пюрингер, Томас
- Раутер, Марион
- Райзингер, Клаус
- Рыцарь, Уолтер
- Риттлер, Барбара
- Роглер, Франц
- Роглер-Каммерер, Анна
- Рупек, Франц
- Рубиниг, Ричард
- Ракер, Томас
- Сакеллариу, Димитриос
- Шойх, Изабелла
- Шмид-Шмидсфельден, Адольф
- Шмидтбауэр, Пауль
- Шустер, Эккарт
- Шенбахер-Фришеншлагер, Моника
- Зайдль, Вернер
- Зильбербауэр, Фриц
- Зоммерхоф, Эрих
- Спон, Ильзе
- Штайнбюхель-Райнвалль, Рамбальд фон
- Стерлика, Ренате
- Штокбауэр, Ганс
- Секели, Евгений
- Таггер, Хайнц
- Тум, Алоис
- Тёни, Вильгельм
- Тихи, Йозеф
- Тиц, Эрих
- Тринкл, Карл-Юрген
- Видич, Янез
- Вагула, Ханс
- Вальдорф, Гюнтер
- Вамлек, Ганс
- Васмейер, Брижит Йоханна
- Вебер, Курт
- Вебер, Вольфганг
- Викенбург, Альфред
- Визер, Ингрид
- Винклер, Ричард
- Зехнер, Андре
- Зейдес, Эмиль
- Цоттер, Фридрих